# Desiderius Fangh

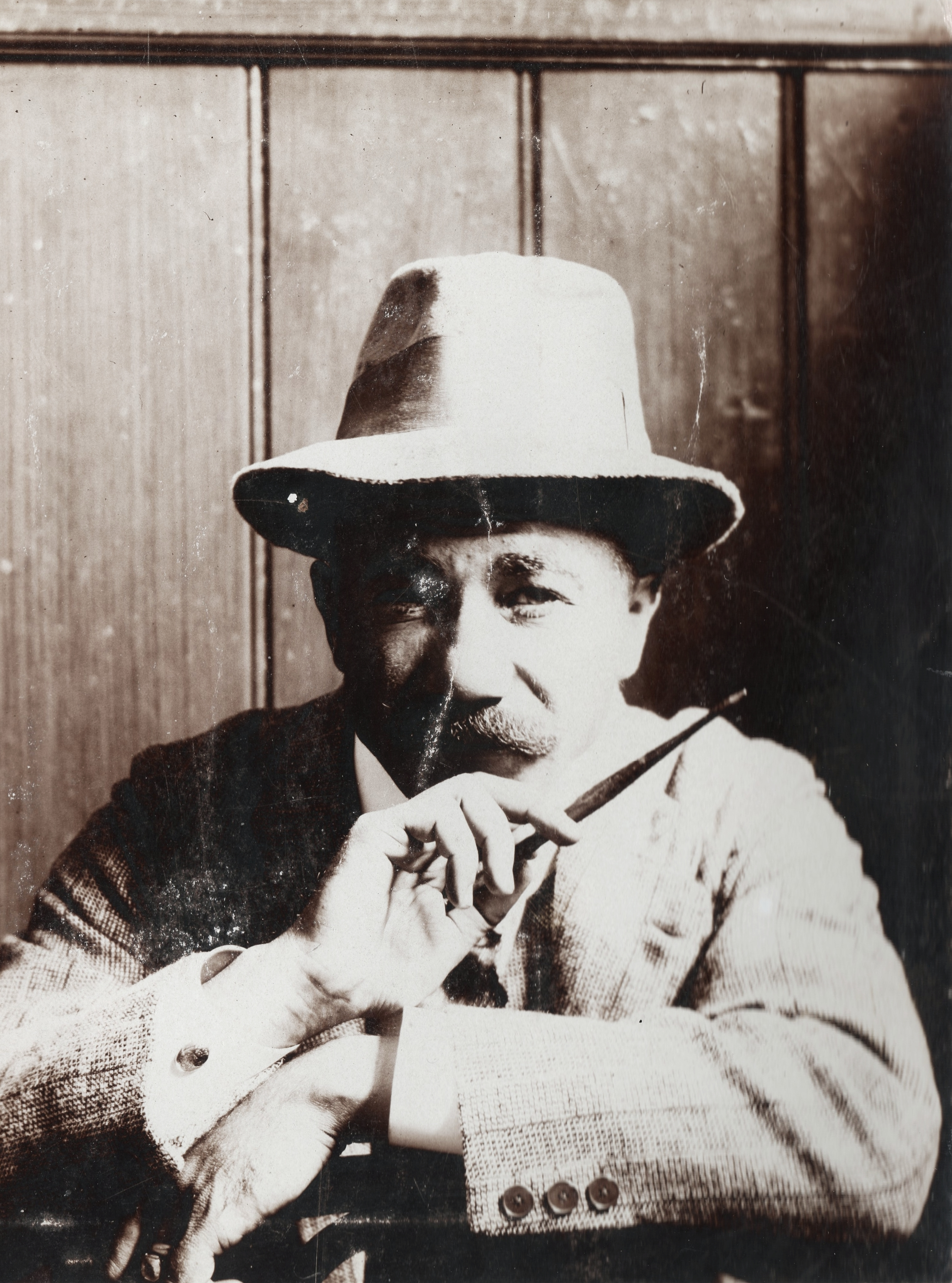
Desiderius Fangh (1912)

Desiderius Fangh (* 7. Januar 1876 in Sopron; † 1947 in Baden bei Wien), eigentlich Dezső Kőszegi-Fangh, war ein österreichischer Maler mit ungarischen Wurzeln. Er verbrachte den größten Teil seines Arbeitslebens in Baden bei Wien, war auch gerne in der Wachau, wo er viele Motive für seine Werke fand.

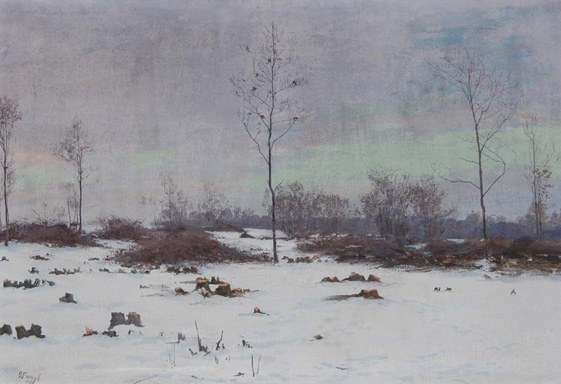
Bild einer Winterlandschaft, D. Fangh 1907, Öl auf Leinen.

## Werk
Fangh schuf stimmungsvolle Landschaftsbilder im Wandel der Jahreszeiten. Er arbeitete hauptsächlich in Öl, verwendete aber auch andere Techniken wie Aquarell. Neben Bildern aus der Wachau wählte er auch städtische Motive wie beispielsweise Bilder von Nürnberg. Im Ersten Weltkrieg schuf er einige Gemälde von der Südtiroler Front von 1916 mit Unterständen und patrouillierenden Soldaten. Er war um 1930 sehr gefragt, gegen Ende des 20. Jahrhunderts nahezu vergessen.